# Onze-Lieve-Vrouw-Boodschapskerk (Hoensbroek)
De Onze-Lieve-Vrouw-Boodschapskerk was een kerkgebouw en klooster in Hoensbroek (thans gemeente Heerlen) in de Nederlandse provincie Limburg. De kerk stond in de wijk Nieuw Lotbroek.
Het gebouw was gewijd aan Onze-Lieve-Vrouw-Boodschap.
Op de plaats waar de noodkerk stond staat sinds 1939 een Heilig Hartbeeld.

## Geschiedenis
In 1918 krijgen de paters Montfortanen de opdracht om een "nederzetting" op te zetten, nadat men begonnen in 1916 is om Hoensbroek te laten uitbreiden op de Lotbroekervelden. De woningen zijn gesitueerd rondom een centraal plein dat de naam Kerkplein krijgt. In 1920 wordt er op dit plein een noodkerk gebouwd die beschouwd wordt als hulp-kerk, waar op 20 juni 1920 de eerste mis wordt opgedragen. De paters en inwoners willen echter een eigen parochie en kerk.
Op 1 maart 1923 kreeg architect Nic. Ramakers uit Sittard de opdracht om de kerk te ontwerpen, waarvan de tekeningen op 1 mei 1923 klaar kwamen.
Op 16 september 1923 werd de eerste steen gelegd.
Op 1 november 1924 werd de eerste mis opgedragen.
Op 24 augustus 1925 werd de kerk geconsacreerd.
Op 20 april 1930 werd het rectoraat officieel opgericht waarbij de grenzen vastgesteld werden.
Op 8 december 1968 werd het rectoraat een zelfstandige parochie.
Op 17 december 1972 vond er een explosie in de verwarmingsketel plaats. De kerk komt vol dichte rook en roet te staan en werd gesloten.
Op 15 september 1973 werd begonnen met de afbraak van het interieur en de verkoop van de banken.
Op 7 januari 1974 begon men met de afbraak van het kerkgebouw, waarbij allereerst de dakpannen van het dak werden gehaald. Op 13 maart 1974 valt de kerktoren om. Op 8 april 1974 was de gehele kerk en klooster afgebroken en verdwenen.

## Opbouw
De bakstenen kruiskerk bestaat uit een rechts naast de hoofdbeuk geplaatste kerktoren met ingesnoerde torenspits, een driebeukig schip met vier traveeën in basilicale opstand, een transept en een driezijdig gesloten koor met een travee. De kerktoren heeft een vierzijdige torenspits, de zijbeuken hebben een lessenaarsdak en het koor heeft een verlaagde noklijn.
Aan de zuidoostzijde van de kerk lag het klooster met een binnenplaats. 